# 乌撒路
乌撒路，元朝的行政区划——路。属于云南行省，治今贵州省威宁彝族回族苗族自治县。
在中庆路东北七百五十里，辖六部：乌撒部、阿头部、易溪部、易娘部、乌蒙部、閟畔部。其东西又有芒布、阿晟二部。乌蛮之裔折怒强大，尽得其地，以远祖乌撒为部名。蒙哥征大理国，乌撒不降。至元十年（1273年）始附元朝。十三年（1276年），立乌撒路。十五年（1278年），为军民总管府。二十一年（1284年），改军民宣抚司。二十四年（1287年），升乌撒乌蒙宣慰司。